# Солджер Филд
«Со́лджер Филд» (англ. Soldier Field) — футбольный стадион, расположенный в центре Чикаго, штата Иллинойс, на берегу озера Мичиган. Домашнее поле клуба из НФЛ «Чикаго Беарз» и клуба из МЛС «Чикаго Файр». Старейший стадион лиги НФЛ.

## История

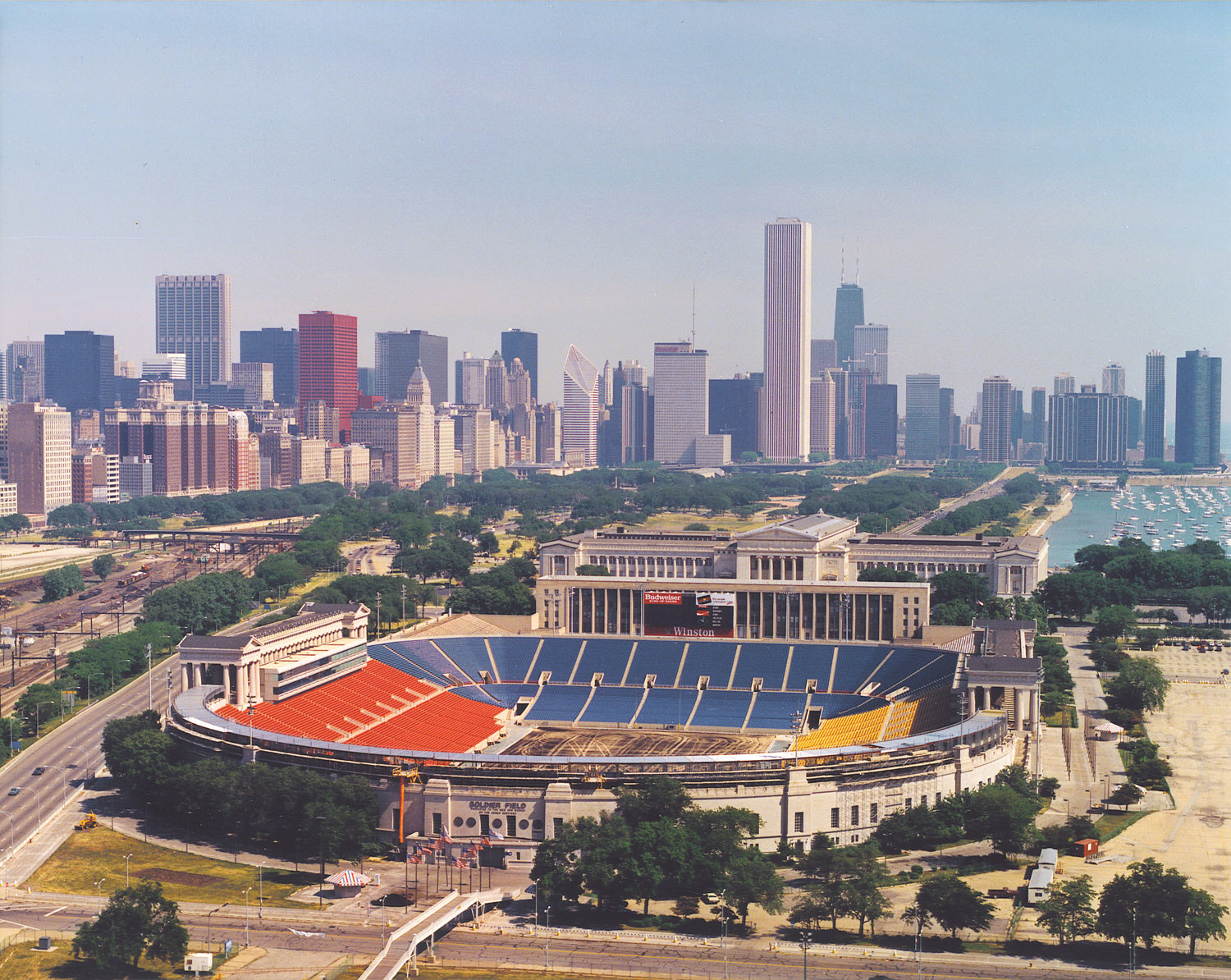
Панорама стадиона до реконструкции с видом на центр Чикаго в 1988 году.

В переводе с английского название означает «Солдатское поле». Стадион был заложен как мемориал погибшим американским солдатам в первой мировой войне. Был открыт 9 октября 1924 года под названием «Мьюнисипал Грэнт Парк Стэдиум» (Municipal Grant Park Stadium) и был переименован в «Солджер Филд» 11 ноября 1925 года. Дизайн внешних стен стадиона был спроектирован в греко-римском стиле с дорическими колоннами, украшающими экстерьер.
Первоначально, чаша стадиона была выполнена в форме U с вместимостью в 74 280 зрителей. С добавочными местами вдоль поля и на открытой террасе в северной части стадиона вмещаемость превышала 100 000. В частности, 26 ноября 1927 года свыше 123 000 зрителей присутствовали на матче студенческих команд по американскому футболу между Университетом Нотр-Дама и Университетом Южной Калифорнии. Абсолютный рекорд посещаемости был установлен 8 сентября 1954 года, когда 260 000 человек посетили службу католической церкви, посвящённой богоматери. До того как стадион стал домашним полем «Чикаго Беарз» в 1971 году, на «Солджер Филд» также проводились матчи по боксу, автогонки, лыжные соревнования, включая прыжки на лыжах с 13-этажной платформы.
До 1971 года команд «Чикаго Беарз» делила стадион «Ригли Филд» с бейсбольной командой «Чикаго Кабс», но в связи с новым регламентом лиги НФЛ, обязующим выступление на стадионах с минимальной вместимостью в 50 000 зрителей, переехала на стадион «Солджер Филд», который с тех пор является её домашним полем.

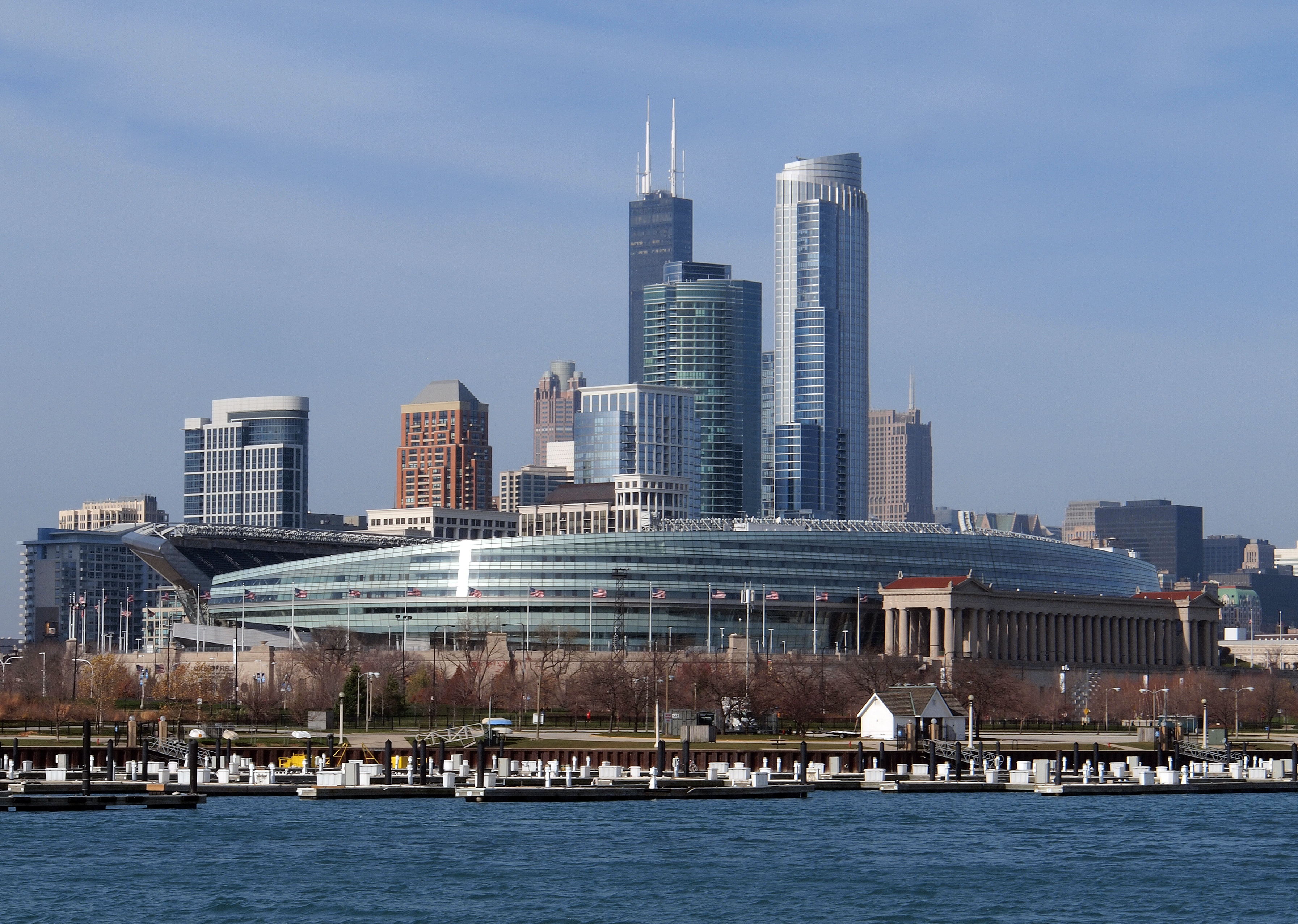
Вид на «Солджер Филд» со стороны озера Мичиган в 2011 году.

Стадион претерпел несколько модификаций. Начиная с 1978 года, посадочные места были заменены со скамеек на индивидуальные сиденья со спинками и подлокотниками. В 1982 году были добавлены ложа для прессы и 60 скайбоксов. В 1988 году, когда были добавлены ещё 56 скайбоксов, вместимость составляла 66 946. В период с 2002 по 2003 годы стадион был полностью реконструирован и модернизирован. От оригинального сооружения остались только внешние стены, внутри которых была построена новая современная чаша стадиона. Газета «Chicago Tribune» в сентябре 2003 года описала новый внешний вид арены как «космический корабль, приземлившийся на стадион». Такая радикальная перестройка стадиона также привела в 2006 году к снятию с него статуса национального исторического памятника.

## Важные спортивные события
На стадионе проходили матчи групп C и D и матч 1/8 финала чемпионата мира по футболу 1994 года. Здесь также проводились групповые матчи чемпионата мира среди женщин 1999 года. Помимо этого, стадион был домашним полем многочисленных матчей Золотого кубка КОНКАКАФ. 1 марта 2014 года, в рамках «Стадионной серии», на «Солджер Филд» состоялся матч регулярного чемпионата НХЛ между «Чикаго Блэкхокс» и «Питтсбург Пингвинз». В 2016 году «Солджер Филд» принял три групповых матча и полуфинальный матч Кубка Америки 2016.